# Trachythorax gohi
Trachythorax gohi är en insektsart som beskrevs av Brock 1999. Trachythorax gohi ingår i släktet Trachythorax och familjen Diapheromeridae. Inga underarter finns listade i Catalogue of Life.